# 日本大学危機管理学部

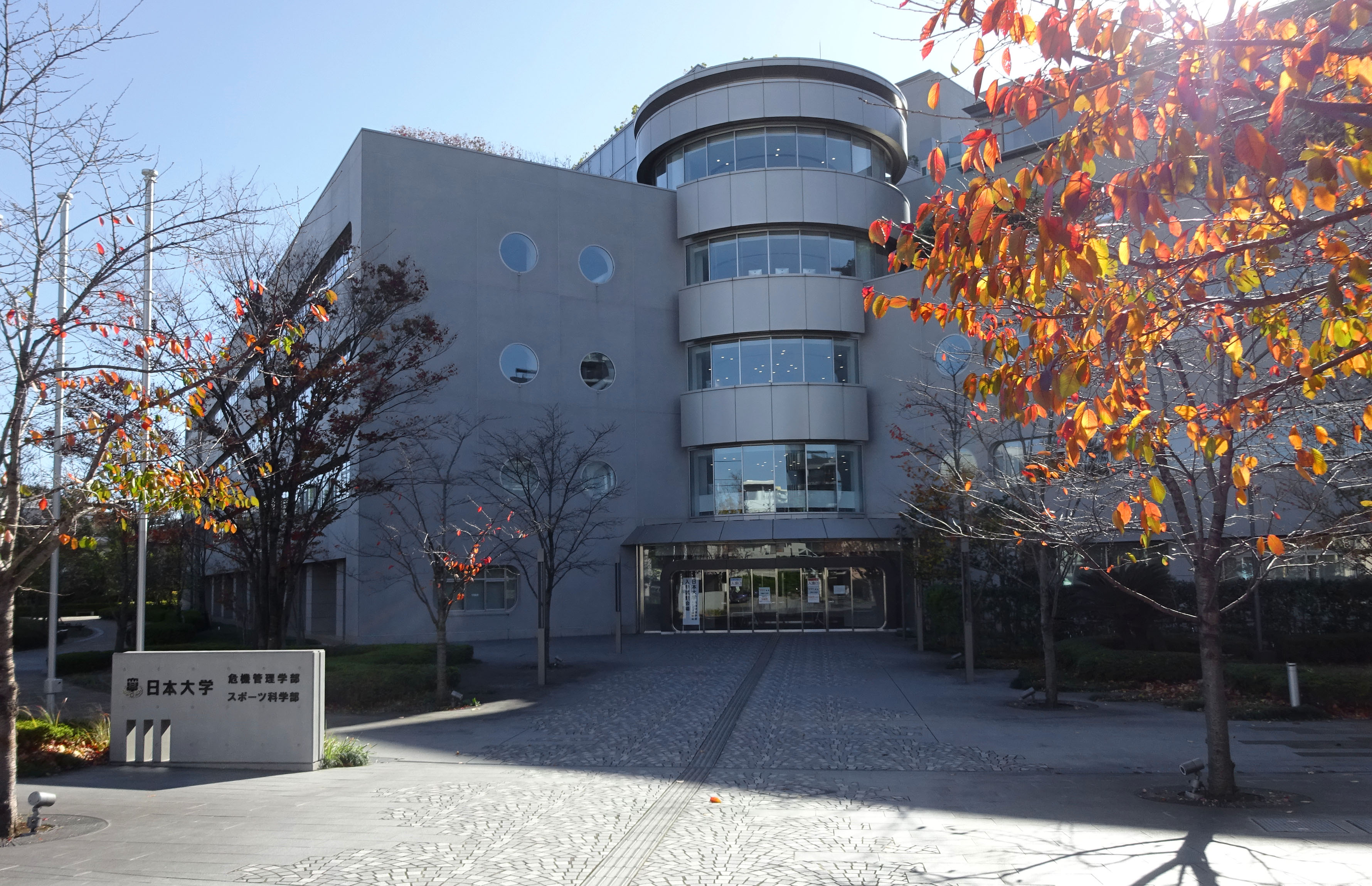
1号館

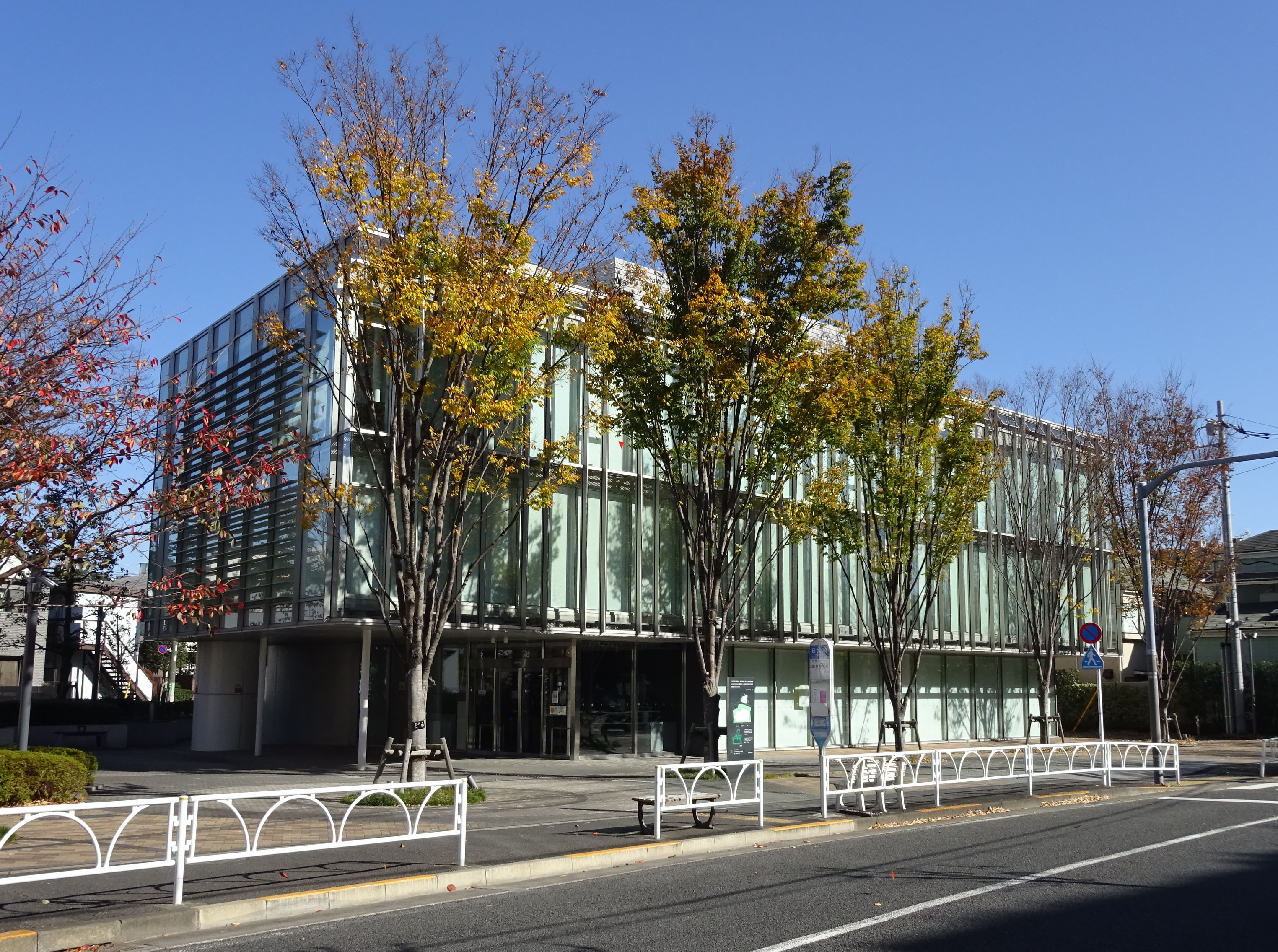
2号館

日本大学危機管理学部（にほんだいがくききかんりがくぶ、College of Risk Management, Nihon University）は、東京都世田谷区下馬三丁目34-1にキャンパスを置く危機管理学部である。キャンパスは同大学スポーツ科学部と共通。

## 概要
危機管理に関するものであり、自然災害、テロリズム、事故、個人と企業間で起きる問題、国家レベルの危機対策など、管理手法を研究する学部である。行政・企業キャリアに応じた自治体と企業が連携したインターンシップ制度を行っている。
卒業後に想定される進路。
- 学士（法学）(2021年度入学生まで)[4]
  - 企業キャリア - 一般企業への職業育成。
  - 行政キャリア - 官庁・自治体の職員養成。
- 学士（危機管理学）(2022年度入学生から)[5]

## 施設
危機管理学部とスポーツ科学部の施設は一体化した2棟である。
- 1号館
  - 教室
  - 事務室
  - 食堂
  - アリーナ（体育館に相当）
  - プール
  - 体操場
  - 柔道場
  - 剣道場
  - 相撲場
  - トレーニングルーム
- 2号館
  - 図書館
  - ラーニング・コモンズ

## 学科
- 危機管理学科

## 場所
所在地
- 東京都世田谷区下馬3-34

交通・アクセス
- 東急東横線、祐天寺駅から東急バス10分（三軒茶屋行き日大前下車）。
- 東急田園都市線または世田谷線。三軒茶屋駅下車、徒歩10分。